# Rachel Brosnahan
Rachel Elizabeth Brosnahan (Milwaukee, 12 juli 1990) is een Amerikaanse actrice. Ze speelde onder andere in de films The Unborn en Beautiful Creatures. Brosnahan is genomineerd voor een Emmy Award voor haar rol in de televisieserie House of Cards.  Vanaf 2019 verschijnt ze als aspirant-stand-upcomedian Miriam "Midge" Maisel in Prime Videos comedy-serie The Marvellous Mrs. Maisel (2017-heden), waarvoor ze de Primetime Emmy Award won voor Outstanding Lead Actress in een Comedy-serie in 2018 en twee opeenvolgende Golden Globe Award voor beste actrice - televisieserie musical of comedy in 2018 en 2019.

## filmografie

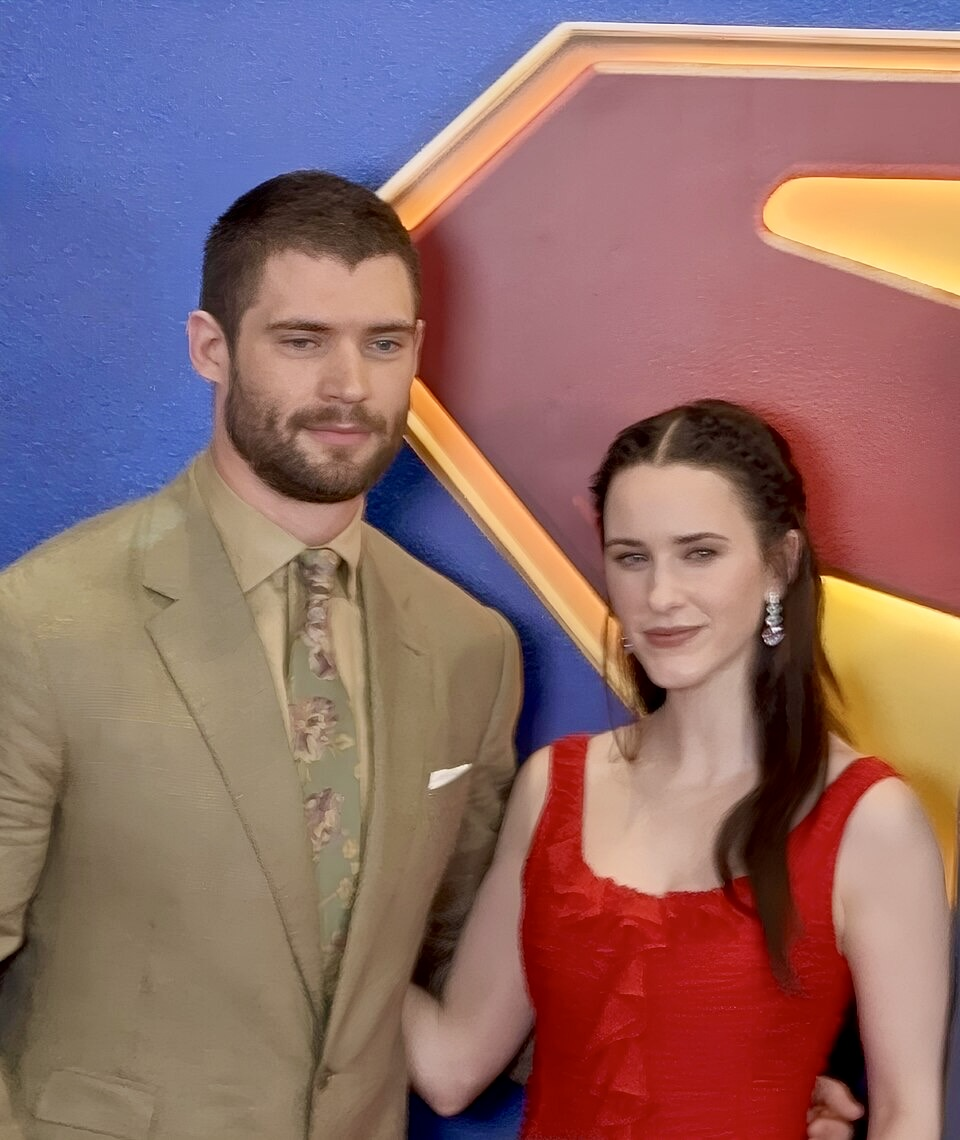
Brosnahan samen met haar Superman-tegenspeler David Corenswet tijdens een fandag in Manilla in 2025.

- The Truth About Average Guys, 2009
- Coming Up Roses, 2011
- Nor'easter, 2012
- Beautiful Creatures, 2013
- Care, 2013
- A New York Heartbeat, 2013
- Munchausen, 2013
- Adrift, 2013
- Basically, 2013
- The Smut Locker, 2014
- I'm Obsessed with You (But You've Got to Leave Me Alone), 2014
- Louder Than Bombs, 2015
- James White, 2015
- The Finest Hours, 2016
- Burn Country, 2016
- Patriots Day, 2016
- Superman, 2025

### Televisie
- Mercy, 2010
- Gossip Girl, 2010
- The Good Wife, 2010
- In Treatment, 2010
- CSI: Miami, 2011
- House of Cards, 2013-2015
- Grey's Anatomy, 2013
- Orange Is the New Black, 2013
- Olive Kitteridge, 2014
- The Blacklist, 2014
- Black Box, 2014
- Manhattan, 2014-2015
- The Dovekeepers, 2015
- Crisis in Six Scenes, 2016
- The Marvelous Mrs. Maisel, 2017-2023

### Toneel
- Othello, 2016

- Bibsys: 1634286305455
- Biblioteca Nacional de España: XX6498494
- Bibliothèque nationale de France: cb17979554m (data)
- Gemeinsame Normdatei: 1084221438
- International Standard Name Identifier: 0000 0004 5117 2160
- Library of Congress Control Number: no2015093500
- Nederlandse Thesaurus van Auteursnamen: 421458631
- Système universitaire de documentation: 22342451X
- Virtual International Authority File: 316796066
- WorldCat: E39PBJmP6KV9W9wbRkqmdWF3Qq